# John Thaw
John Edward Thaw (* 3. Januar 1942 in Manchester, Greater Manchester; † 21. Februar 2002 in Luckington, Wiltshire) war ein britischer Schauspieler. International bekannt wurde er vor allem durch seine Hauptrollen in den Krimiserien Die Füchse und Inspektor Morse, Mordkommission Oxford.

## Leben
Nach seinem Studium an der Royal Academy of Dramatic Art (RADA) war seine erste größere Rolle die des Sergeant John Mann in der Fernsehserie Redcap. Danach spielte er auch in der Serie Die Füchse einen Polizisten, was sich in Inspektor Morse, Mordkommission Oxford zwischen 1987 und 2000 wiederholen sollte. Für seine Rolle als Inspektor Morse wurde er 1990 und 1993 mit einem British Academy Television Award ausgezeichnet, und 1991 und 1992 für zwei weitere nominiert. Der Regisseur Richard Attenborough besetzte Thaw in zweien seiner Filme: Schrei nach Freiheit (1987) und Chaplin (1992).
Von 1964 bis 1968 war er mit Sally Alexander, einer aktiven Feministin und späteren Professorin am Londoner Goldsmiths College, verheiratet. Aus der Ehe stammt die Schauspielerin Abigail Thaw. Nach der Scheidung folgte 1973 bis zu Thaws Tod die zweite Ehe mit der Schauspielerin Sheila Hancock. Auch die Tochter aus dieser Ehe Joanna Thaw ist Schauspielerin. Thaw starb im Februar 2002 im Alter von 60 Jahren an den Folgen von Kehlkopfkrebs, der ein Jahr zuvor diagnostiziert worden war.

## Filmografie (Auswahl)
- 1961: The Younger Generation (Fernsehserie, 7 Folgen)
- 1962: Die Einsamkeit des Langstreckenläufers (The Loneliness of the Long Distance Runner)
- 1963: Der große Coup(Five to One)
- 1964: Mit Schirm, Charme und Melone (The Avengers; Fernsehserie, Folge Esprit De Corps)
- 1964–1966: Redcap (Fernsehserie, 26 Folgen)
- 1967: Inheritance (Fernsehserie, 6 Folgen)
- 1968: Ereignisse beim Bewachen der Bofors-Kanone (The Bofors Gun)
- 1971: Die Onedin-Linie (The Onedin Line; Fernsehserie, Folge Mutiny)
- 1972: Die Rückkehr des Dr. Phibes (Dr. Phibes Rises Again)
- 1974: Thick as Thieves (Fernsehserie, 8 Folgen)
- 1974: The Capone Investment (Fernsehserie, 8 Folgen)
- 1975–1978: Die Füchse (The Sweeney; Fernsehserie, 63 Folgen)
- 1977: Deckname Sweeny (Sweeney!)
- 1978: Sweeney 2
- 1981: Afrikanische Tragödie (Gräset sjunger)
- 1984: Mitch (Fernsehserie, 10 Folgen)
- 1985–1990: Home to Roost (Fernsehserie, 29 Folgen)
- 1987: Schrei nach Freiheit (Cry Freedom)
- 1987: Sherlock Holmes – Das Zeichen 4 (The Sign of Four, Fernsehfilm)
- 1987–2000: Inspektor Morse, Mordkommission Oxford (Inspector Morse; Fernsehserie, 33 Folgen)
- 1988: Gewagtes Spiel (Business as Usual)
- 1989: Bomber Harris (Fernsehfilm)
- 1992: Chaplin
- 1995–2001: Kavanagh QC (Fernsehserie, 27 Folgen)
- 1998: Goodnight, Mister Tom (Fernsehfilm)
- 2001: The Glass (Fernsehserie, 6 Folgen)
- 2001: Buried Treasure (Fernsehfilm)